# Fusi di testa 2 - Waynestock
Fusi di testa 2 - Waynestock (Wayne's World 2) è un film del 1993 diretto da Stephen Surijk, sequel del film Fusi di testa del 1992.

## Trama
Wayne, ispirato in sogno da Jim Morrison, decide di organizzare un grande show in stile Woodstock. Aiutato dall'amico Garth, dopo una lunga serie di disavventure il concerto andrà in porto riscuotendo grande successo.